# Municipio de Independence (condado de Baxter)
El municipio de Independence (en inglés: Independence Township) es un municipio ubicado en el condado de Baxter en el estado estadounidense de Arkansas. En el año 2010 tenía una población de 1891 habitantes y una densidad poblacional de 32,18 personas por km².

## Geografía
El municipio de Independence se encuentra ubicado en las coordenadas 36°21′10″N 92°28′29″O / 36.35278, -92.47472. Según la Oficina del Censo de los Estados Unidos, el municipio tiene una superficie total de 58.76 km², de la cual 58.54 km² corresponden a tierra firme y (0.39%) 0.23 km² es agua.

## Demografía
Según el censo de 2010, había 1891 personas residiendo en el municipio de Independence. La densidad de población era de 32,18 hab./km². De los 1891 habitantes, el municipio de Independence estaba compuesto por el 97.14% blancos, el 0.05% eran afroamericanos, el 0.48% eran amerindios, el 0.26% eran asiáticos, el 0.16% eran isleños del Pacífico, el 0.32% eran de otras razas y el 1.59% pertenecían a dos o más razas. Del total de la población el 1.96% eran hispanos o latinos de cualquier raza.